# Negești (okręg Ardżesz)
Negești – wieś w Rumunii, w okręgu Ardżesz, w gminie Cotmeana. W 2011 roku liczyła 76 mieszkańców.